# Imre Varga (Bildhauer)

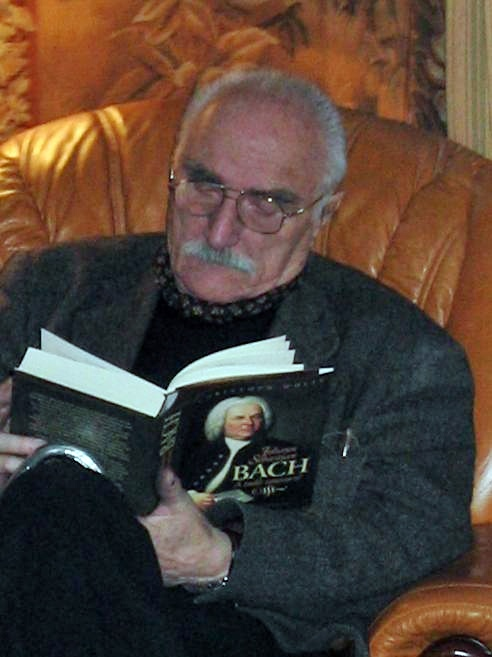
Imre Varga (2004)

Imre Varga (* 1. November 1923 in Siófok; † 9. Dezember 2019 in Budapest) war ein ungarischer Bildhauer.

## Leben
Schon in der Schulzeit wurden Vargas Zeichnungen in kleinen Ausstellungen gezeigt. Doch zunächst studierte Varga Aeronautik an der Militärakademie in Budapest und schloss sein Studium mit Diplom ab. Im Zweiten Weltkrieg diente er als Luftwaffenoffizier. Im Jahr 1945 kehrte er aus der Gefangenschaft nach Ungarn zurück. Fortan wandte sich Varga der Bildenden Kunst zu. Er studierte von 1950 bis 1956 an der Ungarischen Akademie der Bildenden Künste in Budapest bei Sándor Mikus und Pál Pátzay und machte 1956 seinen Abschluss. Bei seinen anschließenden Studienreisen kam er auch ins westliche Ausland.
Seitdem war Varga auf allen Gebieten der Bildhauerei tätig. Er hat kleine Statuen und Münzen ebenso gefertigt wie Monumental-Kompositionen für öffentliche Plätze. Außerdem betätigte er sich als Maler, Grafiker und Designer.
Mit seiner Statue „Eisenarbeiter“ nahm er an der ersten „Ungarischen Ausstellung der Schönen Künste“ teil, seiner ersten Ausstellung überhaupt. Sein erstes stark beachtetes Werk war sein „Prometheus“ im Jahr 1965. In den 1970er Jahren löste er sich von dem in kommunistischen Ländern üblichen Monumentalismus. Später reichte seine Werkspalette von Lenin-Statuen über Holocaust-Skulpturen bis zu Statuen von Franz II. Rákóczi, Raoul Wallenberg, Sir Winston Churchill und Béla Bartók bis zu Adenauer und de Gaulle. Etwa 300 seiner Werke sind heute in neun Ländern, darunter auch in Deutschland, zu sehen. Nach der Wende wurde seine Béla-Kun-Gruppe von 1986 zusammen mit den kommunistischen Monumentalplastiken anderer Bildhauer an den Stadtrand Budapests in den Memento Park „entsorgt“, es sei allerdings „das einzige Standbild aus der Zeit vor 1989, das viele Budapester gerne zurück in die Innenstadt holen würden“.

## Ehrungen
Im Jahr 1973 gewann er den „Kossuth-Preis“, 1982 erhielt er den „Herder-Preis“ der Alfred Toepfer Stiftung F.V.S., 1985 verlieh ihm Siófok die Ehrenbürgerwürde als erstem Ehrenbürger seiner Geburtsstadt und 2002 verlieh ihm die Bundesrepublik Deutschland das Bundesverdienstkreuz 1. Klasse.

## Ausstellungen
Vom 15. August bis zum 27. September 1981 fand die Imre Varga Ausstellung in Berlin-Mitte in der Galerie am Weidendamm in der Friedrichstraße statt. Veranstalter war das Zentrum für Kunstausstellungen der DDR.
Im Jahr 1984 stellte er auf der Biennale in Venedig aus. Weitere Einzelausstellungen im Ausland fanden unter anderem in Basel, Hamburg, Paris,  Warschau und Wien statt.
In Óbuda, einem Stadtteil von Budapest, zeigt das „Imre-Varga-Museum“ in einem Haus mit Garten in einer Dauerausstellung das Lebenswerk des Künstlers, wobei öffentlich aufgestellte Plastiken in Kopie und verkleinert zu sehen sind.

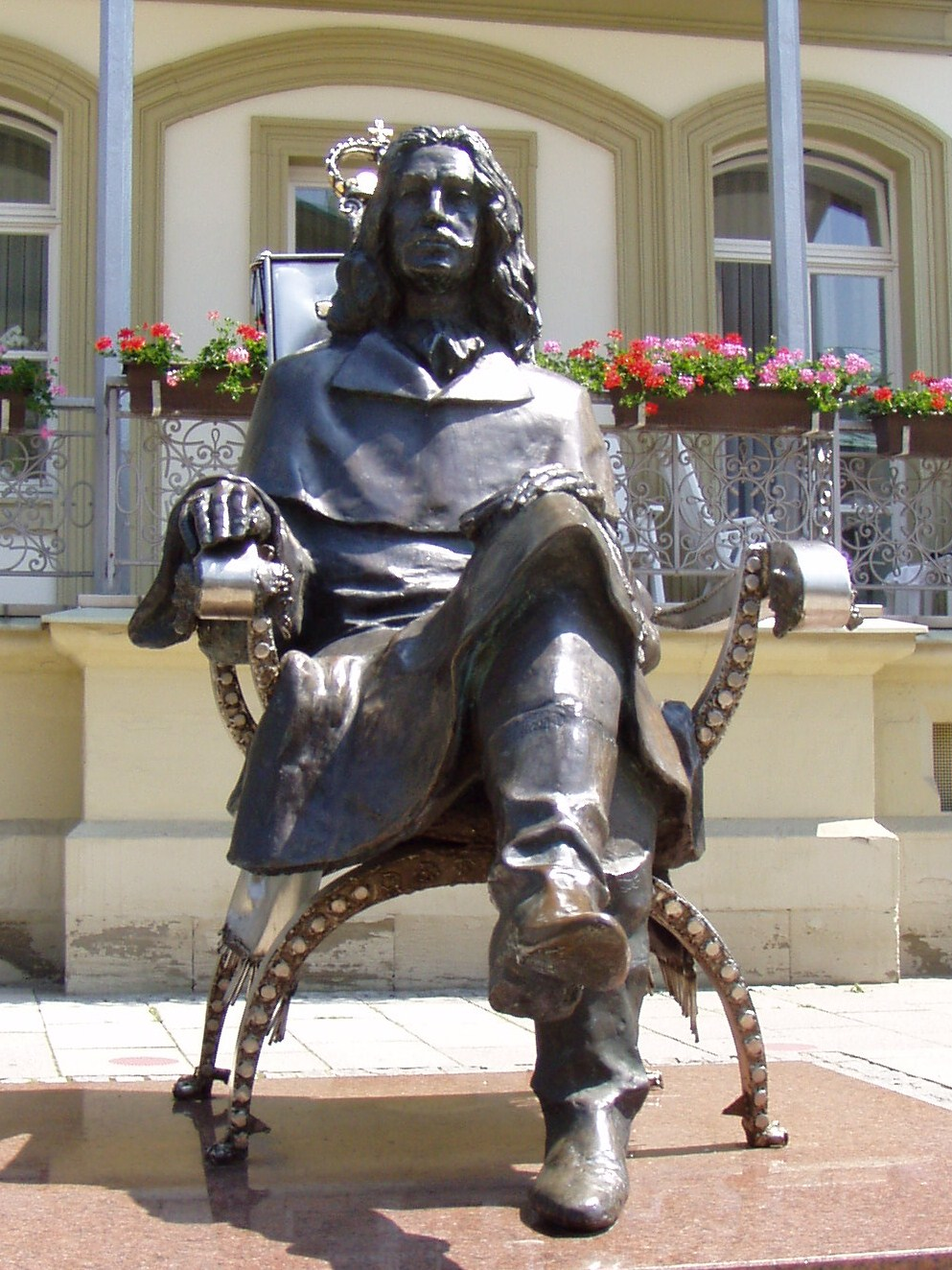
Franz II. Rákóczi (1991) (Kurhausstraße, Bad Kissingen)
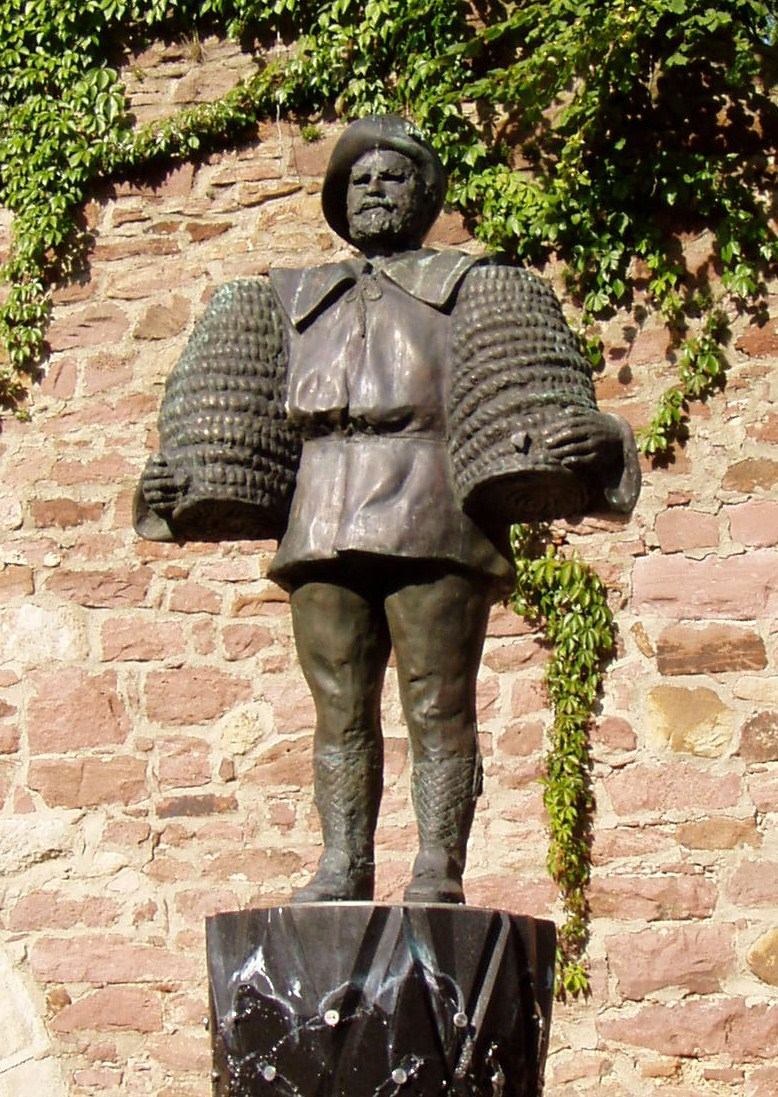
Peter Heil (1997) (Eisenstädter Platz, Bad Kissingen)
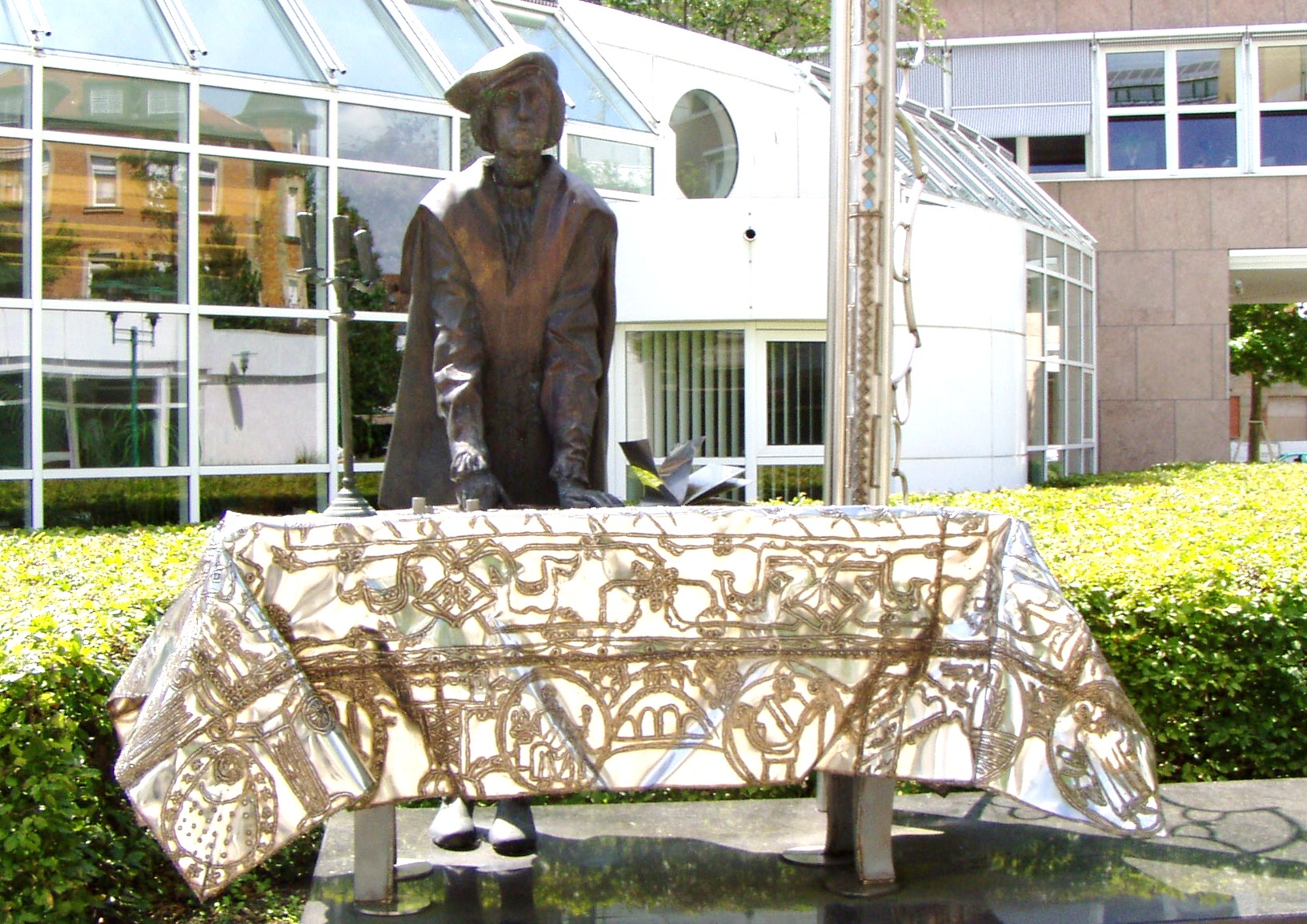
Mittelalterlicher Geld- wechsler (Sparkassen-Passage, Bad Kissingen)
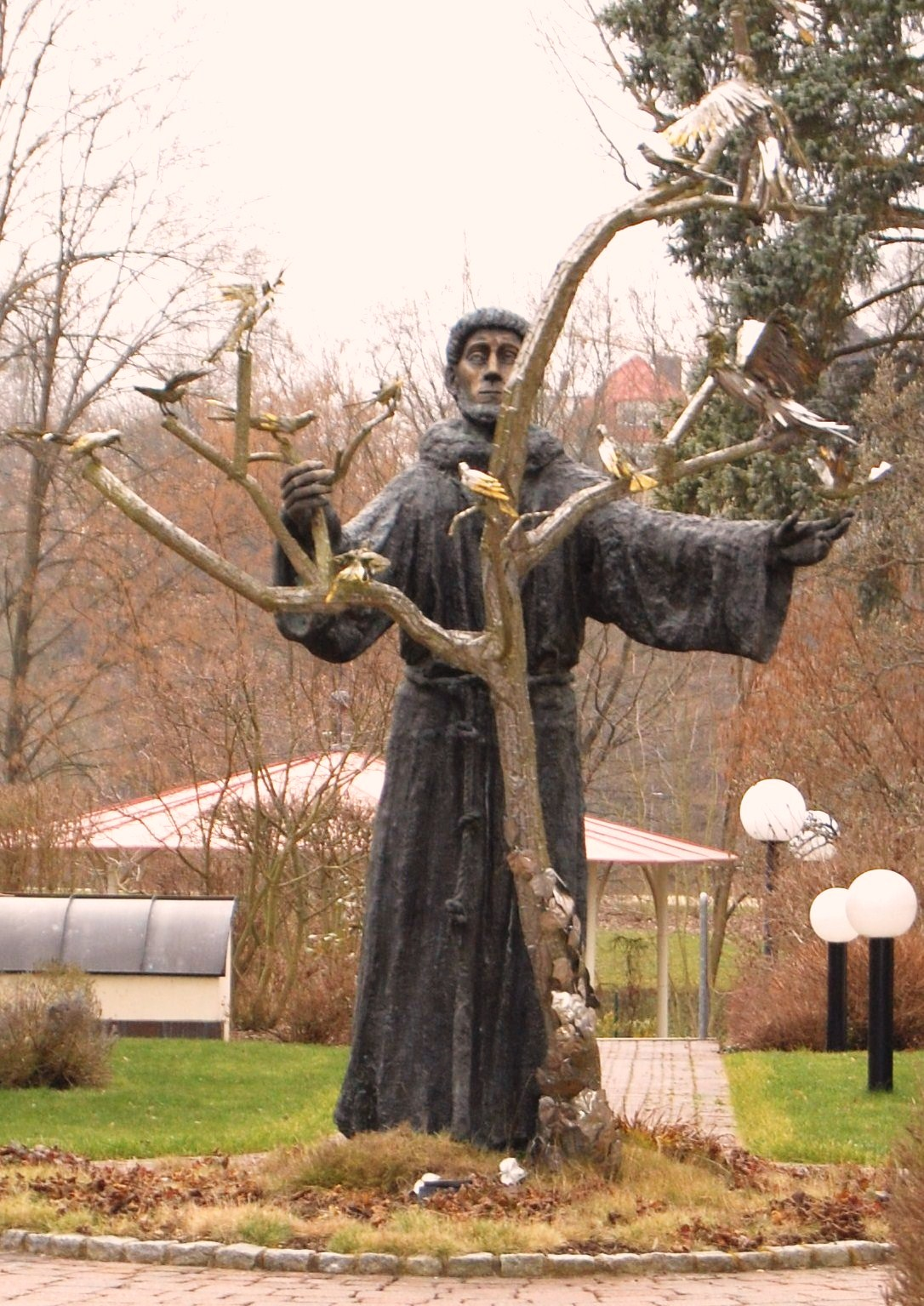
Heiliger Franziskus mit den Vögeln (Promenadestr., Bad Kissingen)
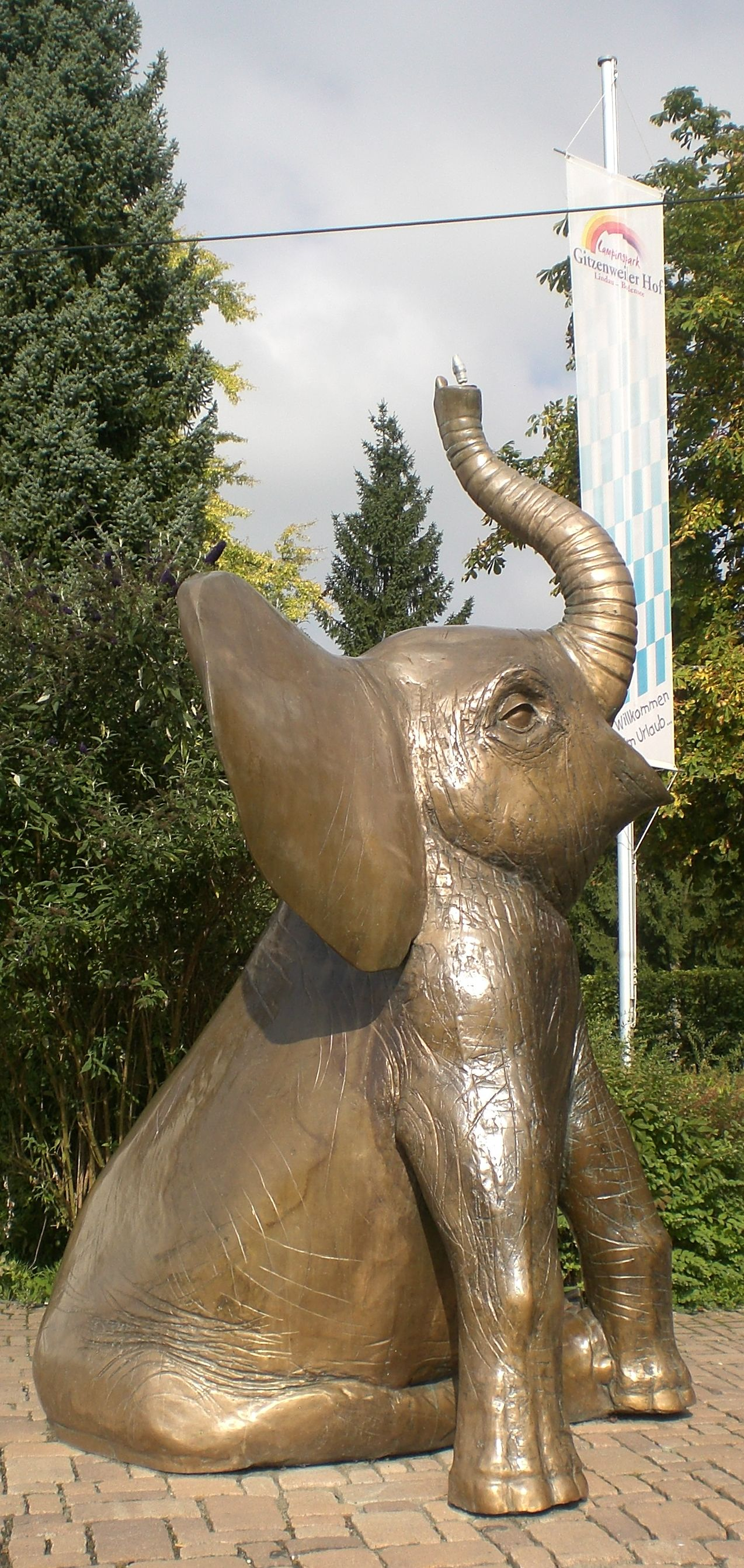
FANY vom GITZ (Maskottchen Campingpark Gitzenweiler Hof, Lindau)
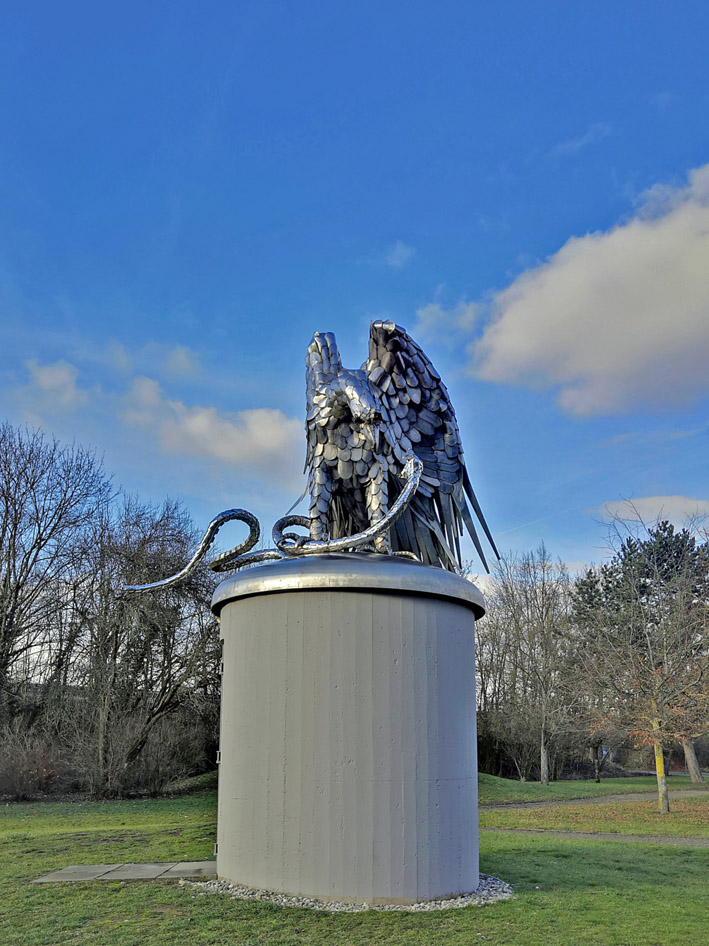
Karl-Theodor Quelle in Bad Neustadt an der Saale (1986)
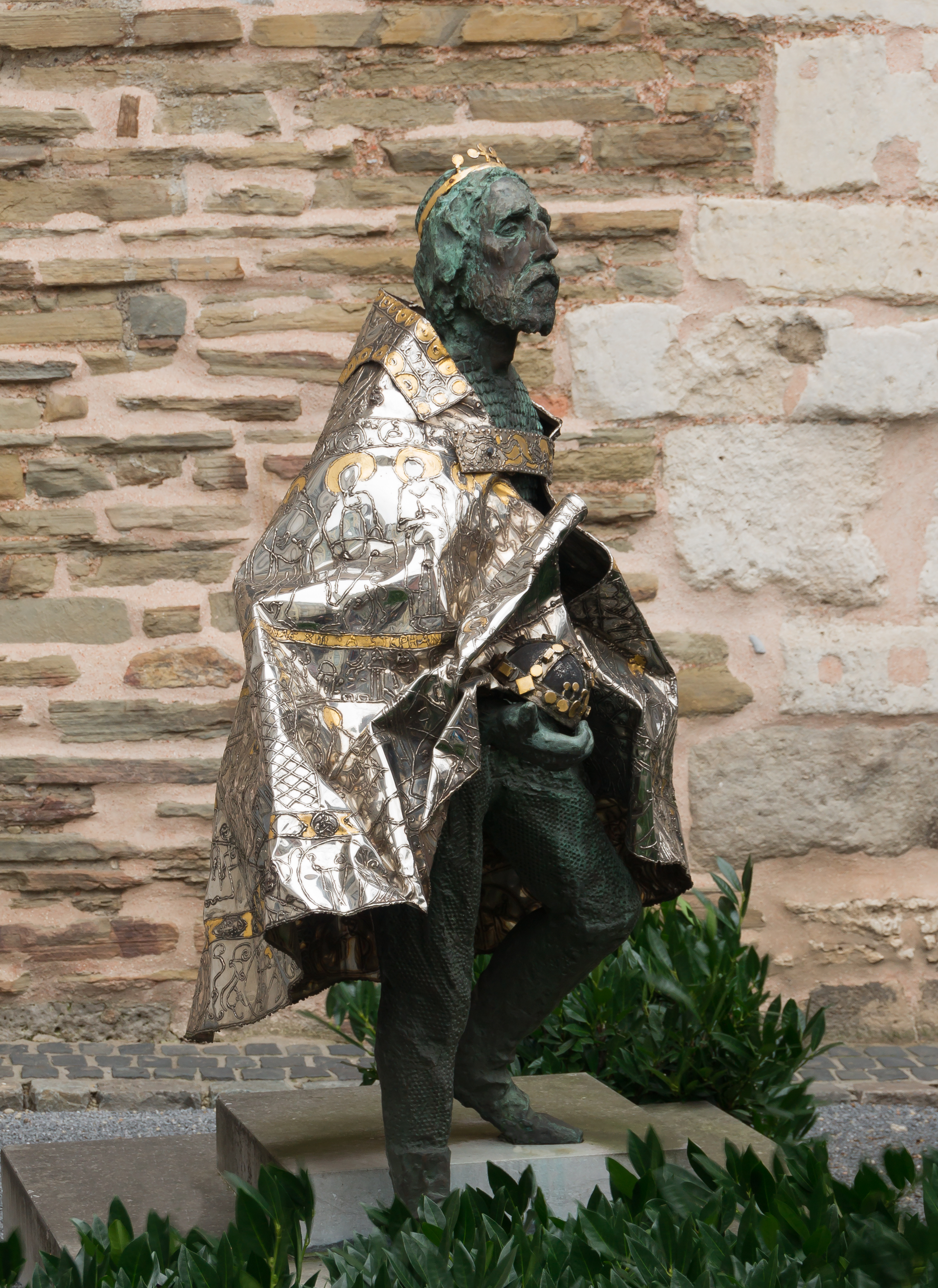
Der heilige Stephan von Ungarn vor dem Dom in Aachen